# 遺産と創造性
遺産と創造性（いさんとそうぞうせい、英: Heritage & Creativity）は、ユネスコが示唆する新たな文化政策で、正式には「Protecting Our Heritage and Fostering Creativity（我々の遺産保護と創造性育成）」。

## 要約
ユネスコは文化遺産と創造産業という二つの文化資本を融合する新たな形態のイノベーションを目指すものである。

### 三つのアプローチ
1. 文化と開発のための保護 …世界遺産や無形文化遺産に代表される保護事業と、持続可能な開発を両立する
2. 政策や法的枠組み …各種ユネスコ勧告の励行[2]
3. 創造産業の強化と文化多様性の推進 …創造都市ネットワークと文化多様性条約[3]の実行

### プラットフォーム
イタリアのモンツァで2009年に「創造、イノベーションと卓越性：工芸品からデザインとファッション産業へ」をテーマに文化産業世界フォーラムを開催し
、これを住民参画型のプラットフォーム（協議の場）として継続させており、今後類似した企画を世界各地で展開する。

### 管理体制
世界遺産センターの強化や経済的、社会的及び文化的権利に関する国際規約の履行。
個々の遺産に関しては、世界遺産にビジターセンターのようなガイダンス施設の整備を指導しているように、遺産に隣接した博物館などを拠点にすることを推奨している（ユネスコ指針「世界遺産と博物館」を参照）。日本は地域毎に郷土資料館が充実しており、そうした場所での創造性ある文化活動が望まれる。

## 歩み
2010年の上海万博に伴うテーマフォーラムとしてユネスコ主導の「文化遺産と都市再生」、中国主催の「都市化と文化、保護と創造」によって議論がなされたことが契機となり、同年の「国連ミレニアム開発目標サミット」を経て、国連総会で「文化と開発に関する決議（文化のミレニアム開発目標）」が採択。2012年に京都で開催された世界遺産条約40周年記念会議で採択された「京都ビジョン」で、「文化的・創造的産業などを通じて地域社会の持続性を確保する」と示唆。2014年のユネスコ執行委員会において「持続可能な開発のための文化（文化と開発）」が決議され、遺産と創造性の実現へと発展した。

## 例え
遺産と創造性は共に文化的財だが、言い換えれば「伝統と革新」になる。
- 法隆寺や姫路城のような歴史的建築物が遺産、都市部の独創的な超高層建築物は創造性（あるいは古都や農村の文化的景観が遺産で、日々更新する都会の風景が創造性）
- 無形文化遺産に登録された和食の伝統を継承するのが遺産、カレーやラーメンのような広義の日本食あるいは創作和食・B級グルメや海外で独自に発生したなんちゃって和食は創造性
- 同じく無形文化遺産の歌舞伎に対し、スーパー歌舞伎やシネマ歌舞伎は創造性（あるいは歴史を重ねたことで遺産となった新劇に対し、創造都市には映画部門がありテレビドラマや投稿動画は創造性[補 2]）
- クラシック音楽や民族音楽（日本の伝統音楽含む）が遺産、20世紀の音楽は創造性
- 古文書の絵巻物や浮世絵あるいは仏像などの美術工芸品が遺産、様々な素材や表現方法を用いる現代アートは創造性 →ユネスコ記憶遺産とユネスコ指針「芸術と芸術家」[9]および「ミュージアム」[10]を参照

文化遺産に対する創造性を強いて日本人が好きな〇〇遺産に置き換えるならば、将来的に遺産となりうる「歴時遺産」(Value heritage)となる。

### 世界遺産での実証例

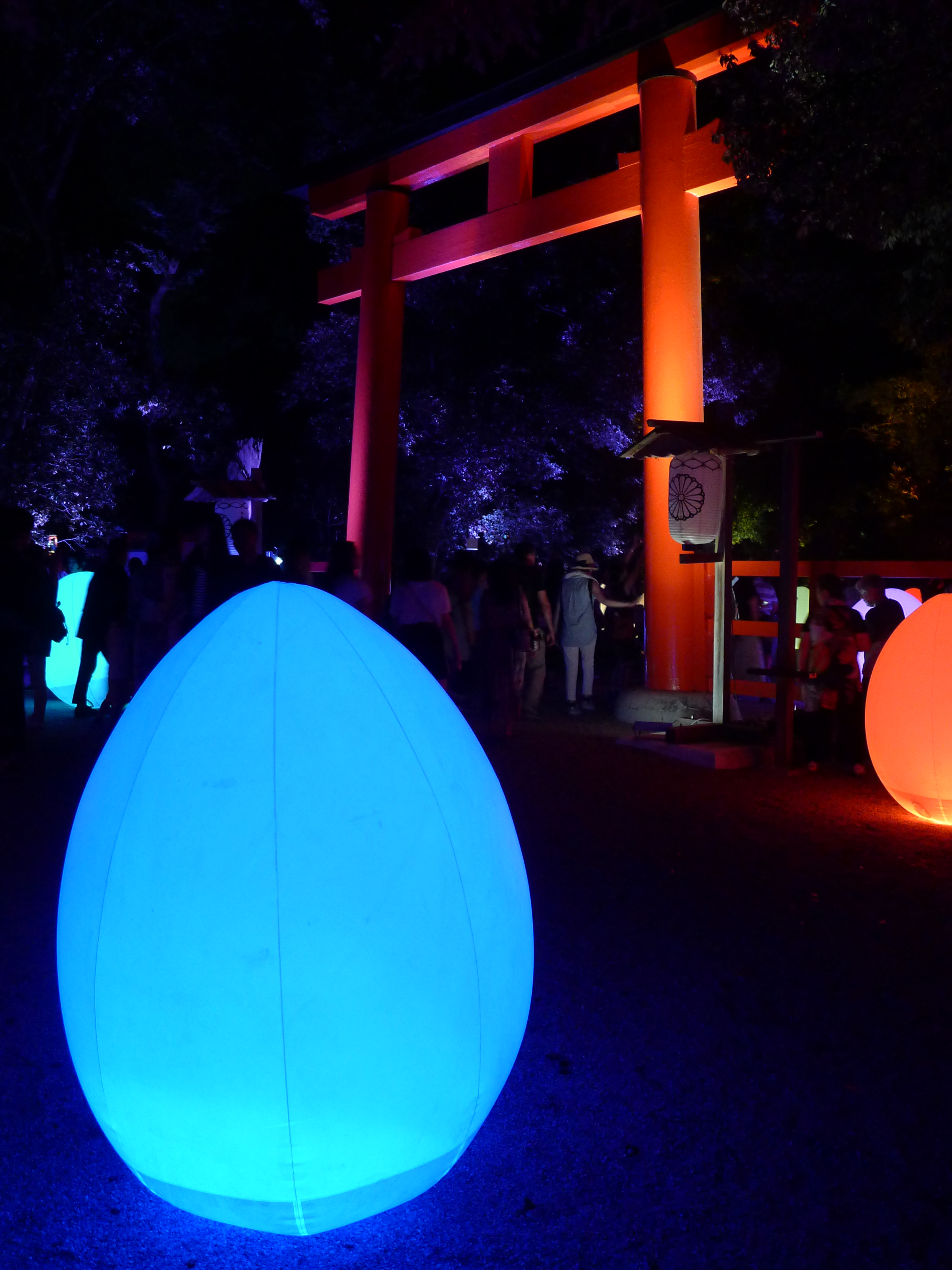
下鴨神社糺の森の光の祭 TOKIOインカラミ

遺産と創造性の世界遺産での実践例として、フランスのパリのセーヌ河岸の構成資産であるルーヴル美術館の伝統建築の中にイオ・ミン・ペイによるガラスのピラミッドがある。同じくフランスのカルカソンヌ城でフェリチェ・ヴァリーニが城壁に黄色い渦状のペインティングを施した事例もある。ノートルダム大聖堂の火災で浮上した再建案の中に尖塔だけでも現代建築的な要素を採り入れてはとの意見も、遺産と創造性の発露とされる。
日本では、2019年（令和元年）8月17日～9月2日、デジタルコンテンツ制作会社チームラボによる「下鴨神社糺の森の光の祭 TOKIOインカラミ」が開催された。

## 意図
遺産と創造性は相互補完の関係にある。遺産は新たな創造性へインスピレーションを与え、創造性は遺産の上に成り立っている。これは「ハードとソフトの融合（Orgware）」に形容でき、社会文化的進化を促すものである。

創造産業の経済性は、2013年に開催された杭州会議での国際連合貿易開発会議(UNCTAD)のペトロ・ドラガノフの講演「『ポスト2015開発アジェンダの文化』の考察」によると、2002〜2010年において2610億米ドル（約23兆円）もの経済効果を上げていると報告している。このような創造性から得た収益を遺産保護へ還元することで、遺産と創造性を橋渡ししている。具体例は稼働遺産#今後の課題と対策を参照。
ユネスコでは遺産と創造性をより強固なものとすべく、文化遺産と創造産業を両有する文化的な都市計画「持続可能な都市(Sustainable Cities)」を推進することを決めている。

文化的都市に関しては、上海万博テーマフォーラムに招かれた渡辺淳一が、「都市化は時代の流れで、人々により良い生活を実現させるものである。都市化は文化の伝承と矛盾するものではない。理想的な都市は、一つ大きな枠の中で。人々に自由な空間を持たせるものだ。こうした都市では、人々は個性を伸ばして生きられる。」と語っている。

## 推進力
『文化多様性に関する世界宣言』において、「創造性の源泉としての文化遺産」が掲げられており、文化多様性が遺産と創造性を推進する原動力となっており、「ポスト2015開発アジェンダの文化」が具体的な行動指針となっている。
伝統文化や創造産業を継承・活用するためには、次世代の育成（後継者養成と伝統文化に関心をもつ郷土愛教育）が重要で、持続可能な開発のための教育(ESD)に循環する。2014年に名古屋市で開催された「持続可能な開発のための教育に関するユネスコ世界会議」で採択された「あいち・なごや宣言」で、「ESDの実践は、持続可能な開発への文化の貢献、文化多様性、地域と伝統的な知識のような普遍的原則の必要性と、地元、国内、地域、世界に貢献する（抜粋）」とある。
国内では文化財保護法と文化芸術基本法が一定の役割を果たしている。一方で、遺産と創造性を実現するための人材が足りていない現実がある。これに関し、安倍内閣は「女性活躍」（ウーマノミクス）を政策として掲げたが、京都府立大学の宗田好史は「女性こそ文化遺産の魅力を理解しており、創造ビジネスで活躍できる」としており、女性が果たす役割を期待している。
また、伝統と革新を具現化したパラソフィア京都国際現代芸術祭や、その一環として開催されたWikipedia ARTSのようにインターネット環境による市民参加型の文化・芸術情報発信も注目される。遺産と創造性は市民によるエンパワーメントが望まれる。日本では第二芸術論や情操教育としての習い事のように一般人でも芸術芸道に触れ創作活動に関与できる機会と背景があり、鑑賞するだけでなく参加することでの創造性拡張の可能性もある。

## 政策提言
元文化庁長官の青柳正規は、「年間8000件におよぶ（遺跡の）発掘調査が郷土史を育み、活性化させる手段になる」と、埋蔵文化財という遺産の創造的活用を提唱。
文化芸術振興議員連盟と文化芸術推進フォーラムによる「五輪の年には〝文化省〟」シンポジウムにおいて元文化庁長官の近藤誠一は、「文化芸術をもっと外交に生かす必要性がある」と遺産と創造性を日本の文化外交戦略に活かすことを呼び掛けた。

## 実践活動
ユネスコ方針が発せられる以前から遺産と創造性に類似した自主的試みは、リレーショナルアートのような形式で各地で行われてきた。判りやすい国内事例を紹介する。
- 実行中
  - 京都市は本願寺伝道院・京都タワー・京都駅など常に古都景観に対して新たな建築物が景観破壊問題として浮上してきたが景観法の制定以降は抑制される傾向にあり、京都国際現代芸術祭やアートアクアリウム城[25]のようなイベントへと移行し、清水寺成就院の襖絵に中島潔の作品が奉納されるなどのコラボレーションも進められている
  - 東京は2020年東京オリンピックに向け、世界遺産の国立西洋美術館がある上野公園を中心に、上野「文化の杜」新構想（東京文化資源区構想）[26]などが検討されている[27][28]　👉2020年東京オリンピック・パラリンピックの文化プログラムも参照
  - 創造都市ネットワークに工芸部門で登録されている金沢市は、現代アートを主体とする金沢21世紀美術館を中核とし、遺産と創造性を具現化している
  - 独自に創造都市を標榜する横浜市は全国に先駆け彫刻作品を大通り公園での屋外設置を行い、以後市内に広まり開港都市の歴史と相俟った景観を生み出し、横浜トリエンナーレも成功している
  - 農業遺産に登録されている輪島市の白米千枚田では、冬季休耕田でイルミネーションイベントを開催している[29]
- 模索中
  - 世界デザイン博覧会や愛知万博（愛・地球博）を開催した名古屋は、その後あいちトリエンナーレを開催するようになっており、残された関連施設の利用が望まれる
  - 舞鶴引揚記念館の収蔵資料が記憶遺産となっている舞鶴市では、赤レンガ倉庫群でアートイベントを開催し、歴史遺産フォーラムの実施を検討している[30]
  - 世界自然遺産でユネスコエコパークでもある屋久島は音楽祭を開催するなどしており、屋久杉を用いた伝統木工や幻想的な自然に惹かれ移住するクリエーターによる創作活動を発表する場が求められる。特に自然遺産の活用についてはユネスコも関心を払っている

遺産と創造性は、遺産の商品化に伴うヘリテージツーリズムのような観光誘致など経済性を伴うことで雇用を創出して保護費用を捻出すること（文化循環による資本の循環）を推奨し、地域の活性化も支援する。そのため地域の独自性、他との差別化を図ったグローカル化が求められる。遺産の創造的活用には、リビングヘリテージが参考になりうる。
また、伝統的な地場産業を創造的に発展させる試み（例えば創造都市加盟を目指す静岡市は徳川家康の駿府城築城の際に集められ根付いた伝統木工が遺産であり、プラモデル産業がその系譜を引く創造性と捉えている、プラモデル#静岡とプラモデルも参照）や、将棋や囲碁に対してテレビゲームも創造性（世界知識産業都市連合に加盟するイギリスのダンディ市はゲーム産業で活性化し、コンピュータゲームを文化と扱っている）、国技と認識される相撲に対する女子相撲、そして民俗芸能のよさこい祭りに対し進化系のYOSAKOIは地域横断型の創造性といえる。
- 京都駅の斬新さも経年同化した感がある
- 上野の杜は文化資源区構想の中核
- 城下町にある金沢21世紀美術館は遺産と創造性の象徴
- 棚田での創造性あるイベントは注目される

## 平和貢献
ユネスコは平和を推進する機関で、包括的目標として1989年より「平和の文化」を掲げ、1999年の国連総会で採択された「平和の文化に関する宣言」でも「ユネスコは平和の文化を促進するために引き続いて重要な役割を果たし、そのために中心的な貢献をしなければならない」とあり、遺産と創造性を平和構築のための手法として用いる提言もしている。

## ジェンダー平等
推進力の項で女性の活躍が期待されるとしたが、ユネスコでは遺産と創造性が男女共同参画社会を実現し、ジェンダーの障壁を打破するものと位置付け、『2014 UNESCO Report on Gender Equality and Culture』を発表した。

## 障害者支援
サラマンカ声明と障害者権利条約に基づき障害者文化を支援すべく、知的障害者によるアール・ブリュット（エイブル・アート）などの障害者芸術発表の場を文化遺産の中に求め、ノーマライゼーションを普及させるため、文化庁では厚生労働省と「障害者の芸術活動への支援を推進するための懇談会」を立ち上げ、遺産と創造性の活用が検討が行われており、2015年4月2日の世界自閉症啓発デーでは姫路城がブルーにライトアップされた。

## 注視事項
意図の欄で示したように国際的な経済効果の動向は報告されているが、国内では詳細な数値は公になっておらず、推進力の項で触れた人材不足も否めず、自治体が行動に移すだけの根拠が足りていない。このことに関し元文化庁長官の近藤誠一は講演で、「文化・芸術の持つ力は必ずしも数量化できない。そして短期的に目に見える形に必ずしも現れないことが一つのネックになり、戦後の日本は財政的にも、人的資源においても十分な投資をしてこなかったという気がしている。そのつけが今、来ている。」と語っている。

現代アートを含む創造産業においては知識経済のみあらず、作り手・発信者（クリエイター）の存在が不可欠だが、アルビン・トフラーが指摘する「文化の消費者」（需要）もなければ経済性が伴わず、実効力も低下する。
創造性ある知的創作物も文化的価値が伴わなければ意味を為さないが、その価値を計る尺度に統一基準はない。「街かど美術館」や「町全体が美術館」といったパブリックアートは、場合によっては遺産景観を損なうことにもなりかねず、タギングやグラフィティのようなストリートアートを創造性と見做すかの境界線も曖昧である。恒久性がある遺産（ヘリテージ）に対し、現代アートのような創造作品は一過性のイベント的な展示が多く、散会撤去後に遺産（レガシー）としてどう活かすかが問われ、現代アートを恒久的に保存展示する場合には歴史的景観への配慮が必要である。遺産と創造性は、調和とゾーニング（棲み分け）が求められる。

さらに藤田直哉が「前衛のゾンビたち – 地域アートの諸問題」として指摘するように、成功事例に追従し類似したものが増えることで創造性が失われる事象もある。
また、イスラム世界では侮辱となるシャルリー・エブド紙のムハンマド風刺画のように表現の自由との調整も必要となり、遺産の側に著作権等がある場合は芸術分野でリスペクトやフィーチャリングあるいは二次創作として引用・流用される作品の取り扱い範疇に留意が必要となり、フリーカルチャー運動などの動向も注目すべきである。
そうした中で具体的な行動を開始した例として、姫路城で開催される現代美術ビエンナーレは遺産と創造性の融合と捉えられるが、「和の文化財に対し開催場所として相応しくない」との意見や前衛芸術(アバンギャルド)やキッチュな作品に関心や理解を示さないことによる批判もあり、「このような誤謬が文化の発展と持続可能性の障壁となる」とユネスコは警鐘する（注：個人の興味や感性を否定・強制するものではない）。
建築物においても日本ではバラマキ財政による箱物行政で地方の伝統的景観を阻害するような奇抜な建物が見受けられるが、これは創造性とは認められない。ユネスコの「世界遺産と現代建築－歴史的都市景観の管理会議」は、歴史都市に介入する高層建築物や都市開発を注視しており、やはりゾーニング（地域計画）を求めている。独創的な建造物は都会の中心部に留めておくべきで、歴史地区内に必要であればトラディショナル・サクセション・アーキテクチャが望ましい。

### 補添
1. ↑  後半部の原文は現在ユネスコサイトでは閲覧できないため、ここに記載する。
Read less UNESCO is convinced that no development can be sustainable without a strong culture component. Indeed only a human centred approach to development based on mutual respect and open dialogue among cultures can lead to lasting, inclusive and equitable results. Yet until recently, culture has been missing from the development equation.
To ensure that culture takes it rightful place in development strategies and processes, UNESCO has adopted a three-pronged approach: it spearheads worldwide advocacy for culture and development, while engaging with the international community to set clear policies and legal frameworks and working on the ground to support governments and local stakeholders to safeguard heritage, strengthen creative industries and encourage cultural pluralism.
UNESCO renowned cultural conventions provide a unique global platform for international cooperation and establish a holistic cultural governance system based on human right and shared values.
These international treaties endeavor to protect and safeguard the world’s cultural and natural heritage including ancient archaeological sites, intangible and underwater heritage, museum collections, oral traditions and other forms of heritage, and to support creativity, innovation and the emergence of dynamic cultural sectors.
2. ↑  児童ポルノや犯罪動画は問題外
3. ↑  発表当時のレート換算
4. ↑  創造産業の経済性報告は、成果(経済面)も参照
5. ↑  持続可能な開発のための文化#文化アジェンダも参照
6. ↑  「持続可能な開発のための文化」を実践するための取り組みの中で文化の貢献としてスポーツへの関与も上げている
7. ↑  アメリカの社会学者ディーン・マッカネル（スペイン語版）はハワイのフラやバリのケチャなど創られた芸能が本物の文化に発展したのか単なる見世物のままなのかを問いかけており、遺産と創造性にも一石を投じている
8. ↑  アーティスト集団Chim↑Pomが世界遺産原爆ドーム上空に「ピカッ」の文字を描くパフォーマンスが中止された事例やろくでなし子による芸術と猥褻の問題提起
9. ↑  風刺画はフランスのエスプリであるとユネスコは尊重する

## 関連研究
- 遺跡・建造物と「遺産創造」　西山徳明 『月刊地域づくり』平成26年8月 一般財団法人地域活性化センター
- 文化創造都市戦略：文化資本と都市発展　後藤和子 (PDF)

## 関連出版物
- 八尾文化会議運営委員会『“おわらの里”の21世紀―ハイテクと文化が創るふるさとルネサンス』清文社、1988年、268頁。ISBN 978-4792052089。
- 地域デザイン学会『地域ブランドと地域の価値創造』芙蓉書房出版、2013年、208頁。ISBN 978-4829506011。
- 小林真理『行政改革と文化創造のイニシアティヴ―新しい共創の模索』美学出版、2013年、317頁。ISBN 978-4902078350。
- ハンス・プリンツホルン『精神病者はなにを創造したのか』ミネルヴァ書房、2014年、474頁。ISBN 978-4623070749。